# Creatonotos brunnipennis
Creatonotos brunnipennis là một loài bướm đêm thuộc phân họ Arctiinae, họ Erebidae.